# Scheggia (romanzo)
Scheggia è il primo romanzo della trilogia che Roberto Parodi ha scritto prendendo spunto dai suoi viaggi overland, è seguito da Controsole e Chiedi alla strada.

## Trama
Scheggia, chiamato così per via di quella scintilla che gli si può intravedere negli occhi ogni qual volta gli passa per la mente qualche idea avventata, reincontra i suoi due vecchi amici di scorribande Accio e Raniero riuniti per l'occasione dal funerale del quarto amico di lunga data, Fedro, scomparso in Africa.
Decidono quindi di intraprendere un viaggio attraversando il deserto del Sahara (terra amata da Fedro a tal punto da spingerlo a stabilircisi a vivere) per rendere tributo al loro amico scomparso.
L'avventura cementerà l'amicizia dei tre protagonisti, che si erano allontanati per seguire le proprie carriere, e tra rocambolesche avventure e grazie all'aiuto di personaggi inaspettati riscopriranno loro stessi.

## Edizioni
- Roberto Parodi, Scheggia, Milano, TEA, 2010, ISBN 9788850223107.